# 平井玄
平井 玄（ひらい げん、1952年5月5日 - ）は、日本の社会批評家。編集者。

## 経歴
1952年5月5日、東京都新宿2丁目のクリーニング店に生まれる。東京都立新宿高等学校時代に坂本龍一らと全共闘運動に関わる。
その後早稲田大学文学部に進学するが抹籍。1980年代には、府川充男、竹田賢一、後藤美孝とともに雑誌『同時代音楽』の編集にたずさわる。

## 著書
- 路上のマテリアリズム  電脳都市の階級闘争（1986年、現代思想選書）
- 破壊的音楽（1994年、インパクト出版会）
- 引き裂かれた声  もうひとつの20世紀音楽史（2001年、毎日新聞社）
- 暴力と音  その政治的思考へ（2001年、人文書院）
- ミッキーマウスのプロレタリア宣言（2005年、太田出版）
- 千のムジカ  音楽と資本主義の奴隷たちへ（2008年、青土社）
- 愛と憎しみの新宿  半径一キロの日本近代史（2010年、ちくま新書）
- いま、「共和制日本」を考える 9条を1条に（2011年、第三書館） - 堀内哲編、池田浩士と杉村昌昭との共著
- 彗星的思考  アンダーグラウンド群衆史（2013年、平凡社）
- ぐにゃり東京  アンダークラスの漂流地図(2015年、現代書館)
- 鉛の魂：ジョーカーから奈良の暗殺者へ――怨みが義になる（2023年、現代書館）

## フィルモグラフィー
- 山谷 やられたらやりかえせ（1985年） - 製作
- AA（2006年） - 出演